# Christian Yelich
Christian Yelich (né le 5 décembre 1991 à Thousand Oaks, Californie, États-Unis) est un joueur de champ extérieur des Brewers de Milwaukee de la Ligue majeure de baseball.

## Carrière

### Marlins de Miami
Christian Yelich est le choix de première ronde des Marlins de la Floride et 23e joueur réclamé au total par un club du baseball majeur lors du repêchage amateur de 2010. Considéré comme un important joueur d'avenir pour les Marlins, Yelich est classé au 41e rang de la liste des 100 meilleurs prospects dressée en 2012 par Baseball America. En 2013, il fait un bond à la 15e place du palmarès mis à jour par la même publication, ce qui le classe second chez les joueurs appartenant aux Marlins après le lanceur José Fernández. Il participe le 14 juillet 2013 au match des étoiles du futur à New York.
Yelich fait ses débuts dans le baseball majeur avec les Marlins de Miami le 23 juillet 2013, le même jour qu'un autre espoir de l'organisation, Jake Marisnick. À son premier match, alors que José Fernández est le lanceur des Marlins, Yelich obtient 3 coups sûrs en 4 présences au bâton contre les Rockies du Colorado et récolte 2 points produits. Son premier coup sûr dans les majeures est réussi dès la première manche contre le lanceur Jhoulys Chacín.
Le 22 mars 2015, il signe avec les Marlins une prolongation de contrat de sept saisons pour un montant de 49,57 millions de dollars USD, une entente qui inclut une option pour une 8e année.
En 2015, sa moyenne de présence sur les buts de ,366 est la meilleure des joueurs des Marlins et il est second du club avec une moyenne au bâton de ,300 en 126 matchs qui n'est devancée que par celle de son coéquipier Dee Gordon, le champion frappeur de la Ligue nationale.
Avec Miami, Yelich gagne un Gant doré pour ses performances en défensive en 2014 et un Baton d'argent pour ses performances offensives en 2016.

### Brewers de Milwaukee
Le 25 janvier 2018, Miami échange Christian Yelich aux Brewers de Milwaukee contre le joueur de champ intérieur Isan Díaz, le lanceur droitier Jordan Yamamoto et les joueurs de champ extérieur Lewis Brinson et Monte Harrison. En mars 2020, deux ans après son arrivée dans le club, Yelich signe à 28 ans un nouveau contrat de neuf années avec les Brewers d'une valeur de 215 millions de dollars. Les deux saisons dans son nouveau contrat, en 2020 et 2021, sont considérées comme décevantes, avec des moyennes au bâton en baisse.